# Чехов в Башкирии

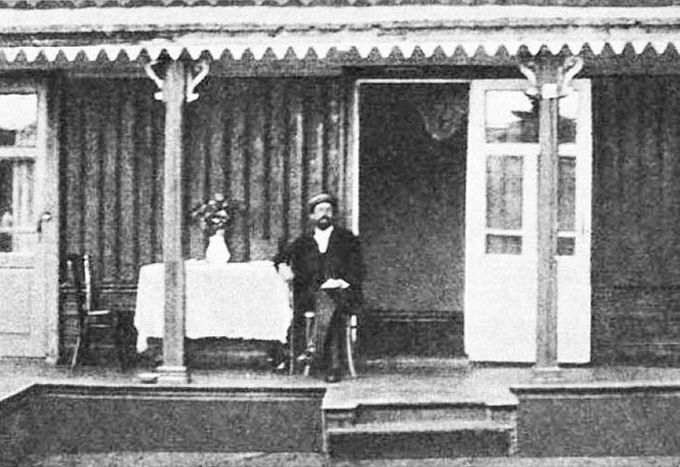
Чехов в Аксенове, 1901

Чехов в Башкирии находился на лечении в Андреевской кумысолечебнице, ныне санатории им. Чехова, один месяц. В это время писатель лечился, работал, узнавал о жизни крестьян и священнослужителей. Сюжет его рассказа «Канитель» схож с рассказом жительницы Башкортостана.

## История

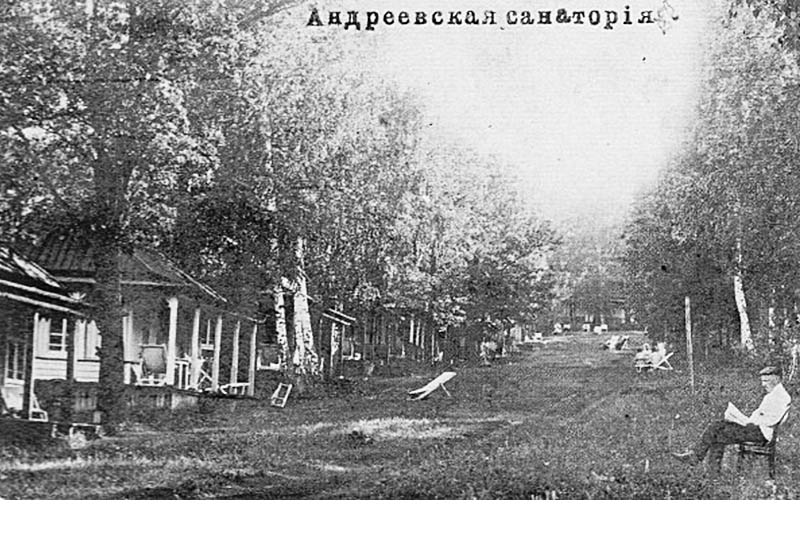
Андреевский санаторий

Весной 1897 года Антон Павлович Чехов, находясь на лечении от чахотки в московской городской клинике, встречался со Львом Толстым. Позднее Л. Толстой, сам пять раз бывавший на лечении в Башкирии, посоветовал Чехову также поправить там свое здоровье. 25 мая 1901 года Чехов, после венчания с артисткой Московского Художественного театра Ольгой Книппер, выехал с Ольгой Леонардовной в Уфимскую губернию. Пароход, на котором плыл Чехов по рекам Каме и Агидели, пристал в Уфе. Из Уфы писатель ехал по железной дороге до станции в нынешнем селе Аксёново. Там находилась Андреевская кумысолечебница.

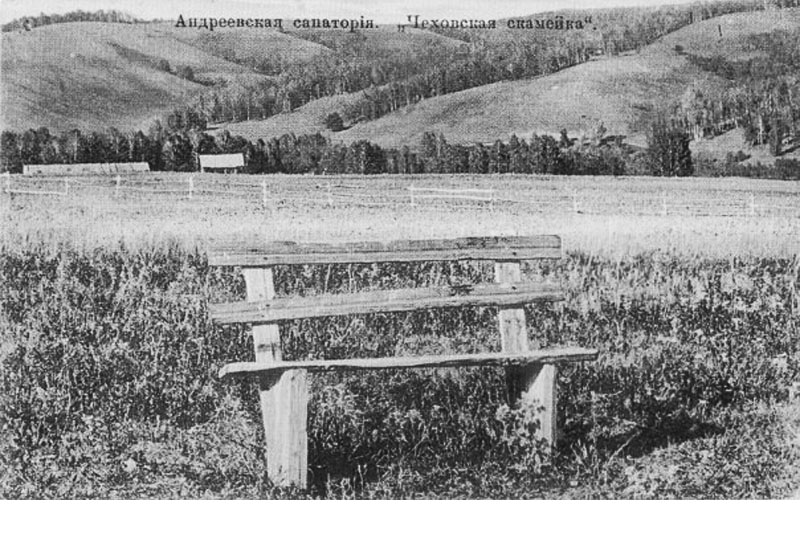
Чеховская скамейка